# 헐 하우스

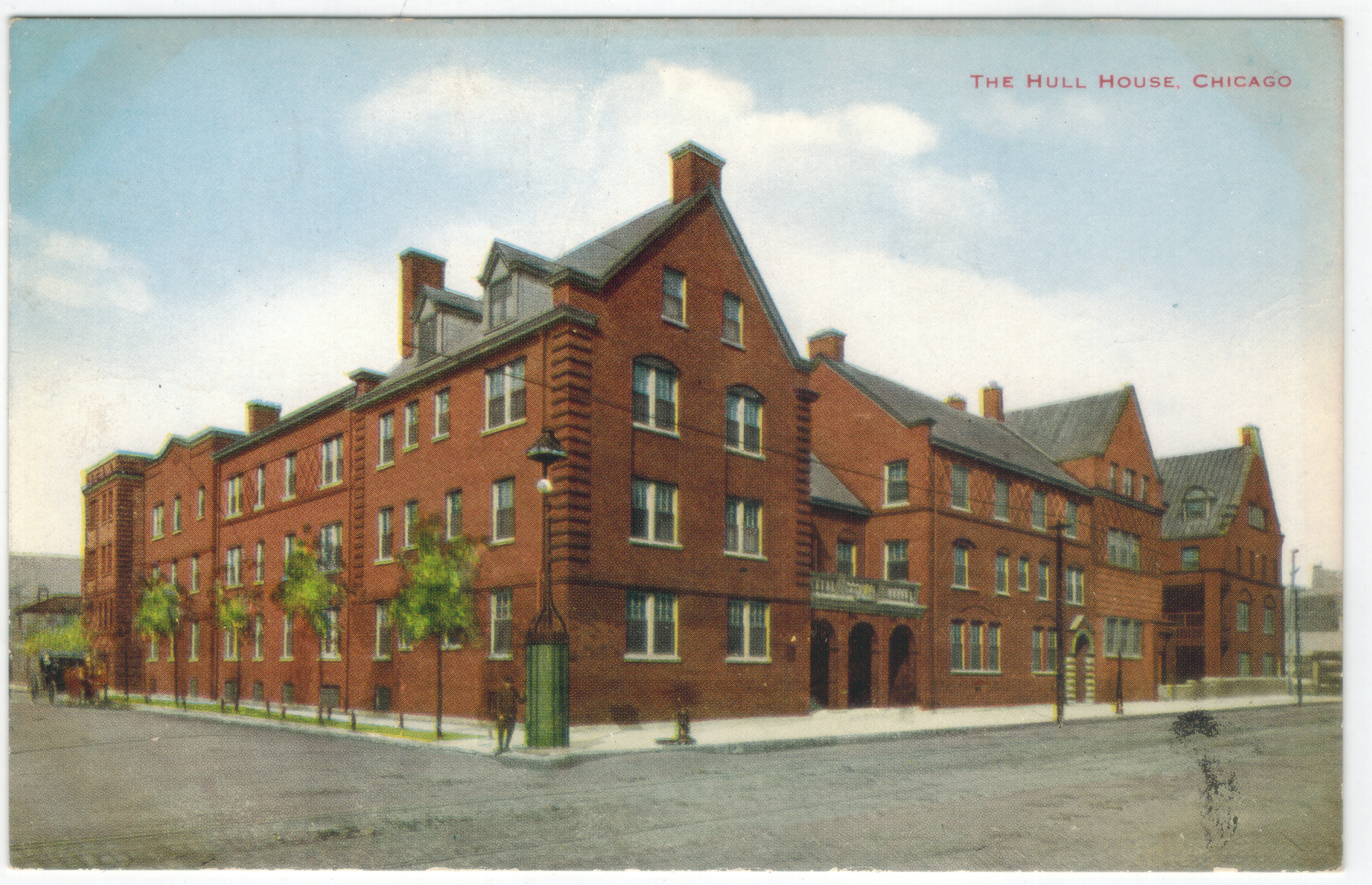
20세기 초의 헐 하우스

헐 하우스(Hull House)는 일리노이주 시카고에 있는 세틀먼트 하우스으로 1889년 제인 애덤스와 엘렌 게이츠 스타가 공동 설립했다. 시카고의 니어 웨스트 사이드(Near West Side)에 위치한 헐 하우스는 원래 집의 첫 번째 소유자인 찰스 제럴드 헐(Charles Jerald Hull)의 이름을 따서 명명되었으며 최근에 도착한 유럽 이민자들을 위해 문을 열었다. 1911년까지 헐 하우스는 13개 건물로 확장되었다. 1912년 여름 캠프인 보웬 컨트리 클럽(Bowen Country Club)이 추가되면서 헐 하우스(Hull House) 단지가 완성되었다. 혁신적인 사회, 교육 및 예술 프로그램을 통해 헐 하우스는 이 운동의 기준이 되었다. 1920년에는 전국적으로 약 500개의 세틀먼트 하우스로 성장했다.
헐 맨션과 여러 후속 인수는 협회의 변화하는 요구를 수용하기 위해 지속적으로 개조되었다. 1960년대 중반, 일리노이 대학교 시카고 캠퍼스 건설을 위해 헐 하우스 건물 대부분이 철거되었다. 원래 건물과 1개의 추가 건물(200야드(182.9m) 이동)이 오늘날까지 남아 있다. 1965년 6월 23일에 미국 국립사적지로 지정되었다. 1966년 국가사적보존법이 제정된 날인 1966년 10월 15일에 국가사적지에 등재되었다. 1974년 6월 12일, 살아남은 헐 맨션이 시카고 랜드마크로 지정되었다.
헐 맨션은 시카고 등록 유적지(Chicago Registered Historic Places) 및 국가 유적지 등록부(National Register of Historic Places) 목록(시카고 파일 1, 로비 하우스 및 로라도 태프트 미드웨이 스튜디오와 함께)에 모두 등재된 최초의 4개 건축물 중 하나였다. 헐 하우스 협회(Hull House Association)는 1960년대 원래 건물 단지에서 이전한 후에도 시카고 전역의 여러 위치에서 사회 서비스를 계속 제공했다. 결국 2012년 1월에 운영이 중단되었다. 헐 하우스 단지에 유일하게 남아 있는 헐 맨션과 관련 식당은 현재 역사 박물관으로 관리되고 있다.